# Václav Kopáček

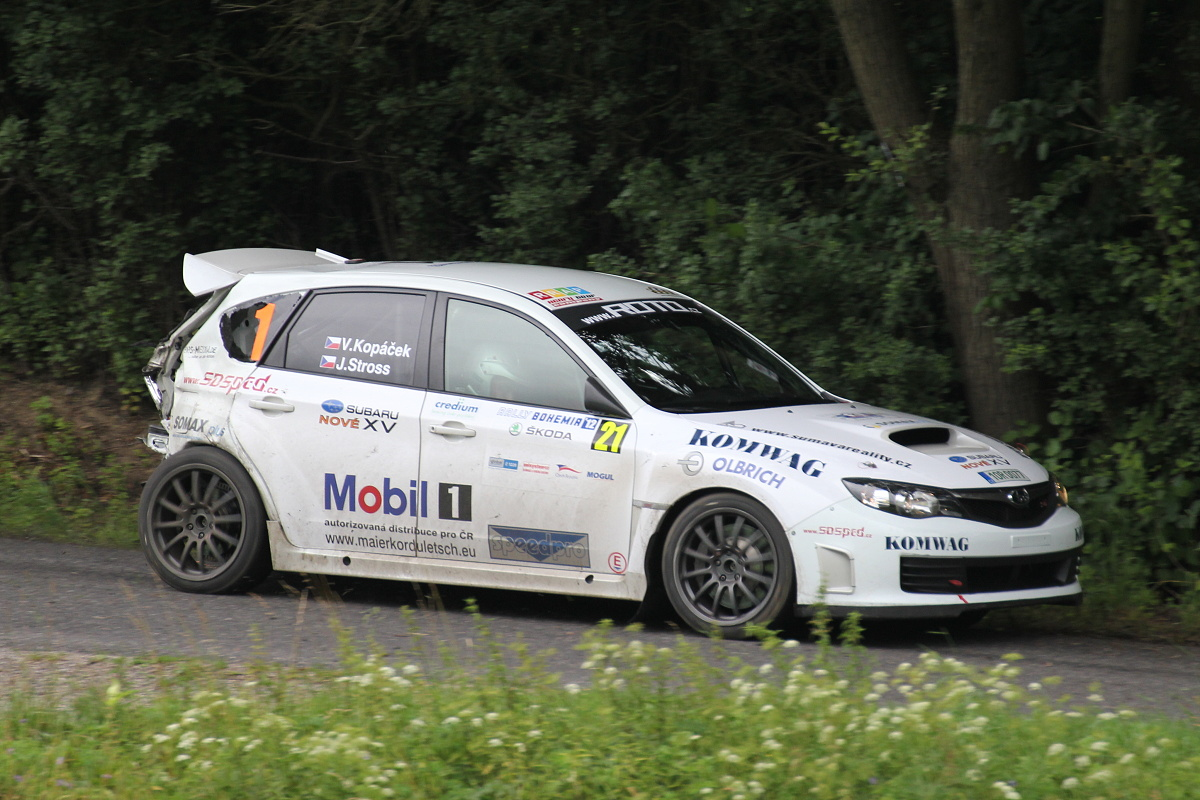
Subaru Impreza WRX Václava Kopáčka při Rally Bohemia 2012

Václav „Wenda“ Kopáček jun. (* 20. září 1987 Sušice) je český jezdec rallye. Spolu se svou spolujezdkyní Barborou Rendlovou jezdí v barvách Duck Racing s vozem Ford Fiesta R5.

## Největší úspěchy
- Vicemistr ČR ve třídě 3 v roce 2017 (spolu s Barborou Rendlovou)
- Vicemistr ČR ve třídě 3 v roce 2015 (spolu s Barborou Rendlovou)
- Mistr ČR ve třídě 7 v roce 2011 (spolu s Petrem Pickou)
- 6. místo absolutně Rally Příbram 2017
- 4. místo absolutně Rally Příbram 2014
- 5. místo absolutně Rallye Šumava 2012
- 1. místo ve třídě 7 Jänner Rallye 2012

### Začátky v rally (2006; 2007)
První závod odjel ve voze Wartburg 353 v roce 2006 na rallye Hořovice, kde se svým spolujezdcem Lubomírem Maškem skončil na 41. místě. Následný rok nedokončil ani jednu rally, když na Rally Švihov Sedliště odstoupil z 35. místa, v Hořovicích rovněž odstoupil (zde odjel pouze 9. RZ) následně na rally sprintu rovněž v Hořovicích problémy s motorem a na Rallye Kramolín Švihov v 1. RZ havárii.
V sezóně 2008 usedli vedle Václava Kopáčka tři spolujezdci.
- Petr Picka v Lužických horách, Tišnově (Suzuki Ignis Sport) a Pačejově (Škoda Fabia)
- Petr Dobrovolný na IC West Historic Nostalgie Rallye s Wartburgem 353
- Petr Tříska na rally v Karlovicích rovněž s Wartburgem 353

### Technika
- Wartburg 353
- Suzuki Ignis Sport
- Škoda Fabia
- VW Golf
- Subaru Impreza
- Ford Fiesta R5

### Spolujezdci (abecedně)
- Josef Čermák 2010
- Tomáš Holubář 2014
- Miroslava Kopáčková 2010
- Lubomír Koupal 2006
- Peter Maas 2011
- Lubomír Mašek 2006; 2007
- Jaroslav Novák 2010
- Petr Picka 2008; 2009; 2010; 2011; 2012; 2014; 2017 (rally Pačejov)
- Martin Popilka 2016 (pražský rally sprint)
- Barbora „Barbucha“ Rendlová 2015; 2016; 2017; 2018
- Petra Řiháková 2012
- Tomáš Singer 2012
- Jiří Stross 2012
- Rostislav Šašek 2017 (pražský rally sprint)
- Klára Šillerová 2010
- Pavel Švajda 2014
- Petr Tříska 2008
- Pavel Vedra 2011